# Short Sarafand
Der Short S.14 Sarafand war ein sechsmotoriges Flugboot des Flugzeugherstellers Short Brothers aus den 1930er Jahren. Es war das größte Flugboot des Unternehmens in Doppeldeckerausführung. Das einzige gebaute Exemplar wurde hauptsächlich für Versuchsflüge genutzt und 1936 verschrottet.

## Beschreibung
Das Flugboot für militärische Zwecke wurde von der Firma Short nach den Anforderungen der Air Ministry Specification R.6/28 gebaut. Es diente zu Patrouillenflügen über lange Strecken. Die sechs Motoren mit insgesamt 4920 PS wurden in drei nebeneinander zwischen den Flügeln angeordneten Tandemgondeln untergebracht. Durch Schächte, die die Verbindung zwischen Motorgondeln und Bootskörper herstellten, konnten die Motoren während des Fluges erreicht und überprüft werden.
Für die Bewaffnung waren vier bewegliche MG vorgesehen, die in der Bootskanzel hinter dem Flügel und im Heck hinter dem Leitwerk angebracht waren.
Die Bomben bis zu einem Gesamtgewicht von 1000 kg hingen in mechanischen Abwurfvorrichtungen unter dem Unterflügel.
Der Gesamtaufbau, mit Ausnahme der Flügelbespannung, bestand aus Metall.
Das hochseetüchtige Boot mit trapezförmigem Rumpfquerschnitt war mit einem scharfen Kiel und zwei Stufen versehen. Die Unterflügel trugen für die Seitenstabilität auf dem Wasser einstufige Stützschwimmer.

## Technische Daten
| Kenngröße             | Daten                                                         |
| --------------------- | ------------------------------------------------------------- |
| Besatzung             | 10                                                            |
| Länge                 | 27,00 m                                                       |
| Spannweite            | 36,60 m                                                       |
| Flügelfläche          | 140 m²                                                        |
| Leermasse             | 17.500 kg                                                     |
| Nutzlast              | 14.000 kg                                                     |
| Startmasse            | 31.500 kg                                                     |
| Antrieb               | 6 × Rolls-Royce Bussard III mit insgesamt 4.920 PS (3.619 kW) |
| Höchstgeschwindigkeit | 240 km/h                                                      |
| Dienstgipfelhöhe      | 4.200 m                                                       |
| Reichweite            | 1.500 km                                                      |
| Bewaffnung            | 4 MG                                                          |
| Bombenzuladung        | 1000 kg                                                       |